# Couronnes impériales de Charles VII

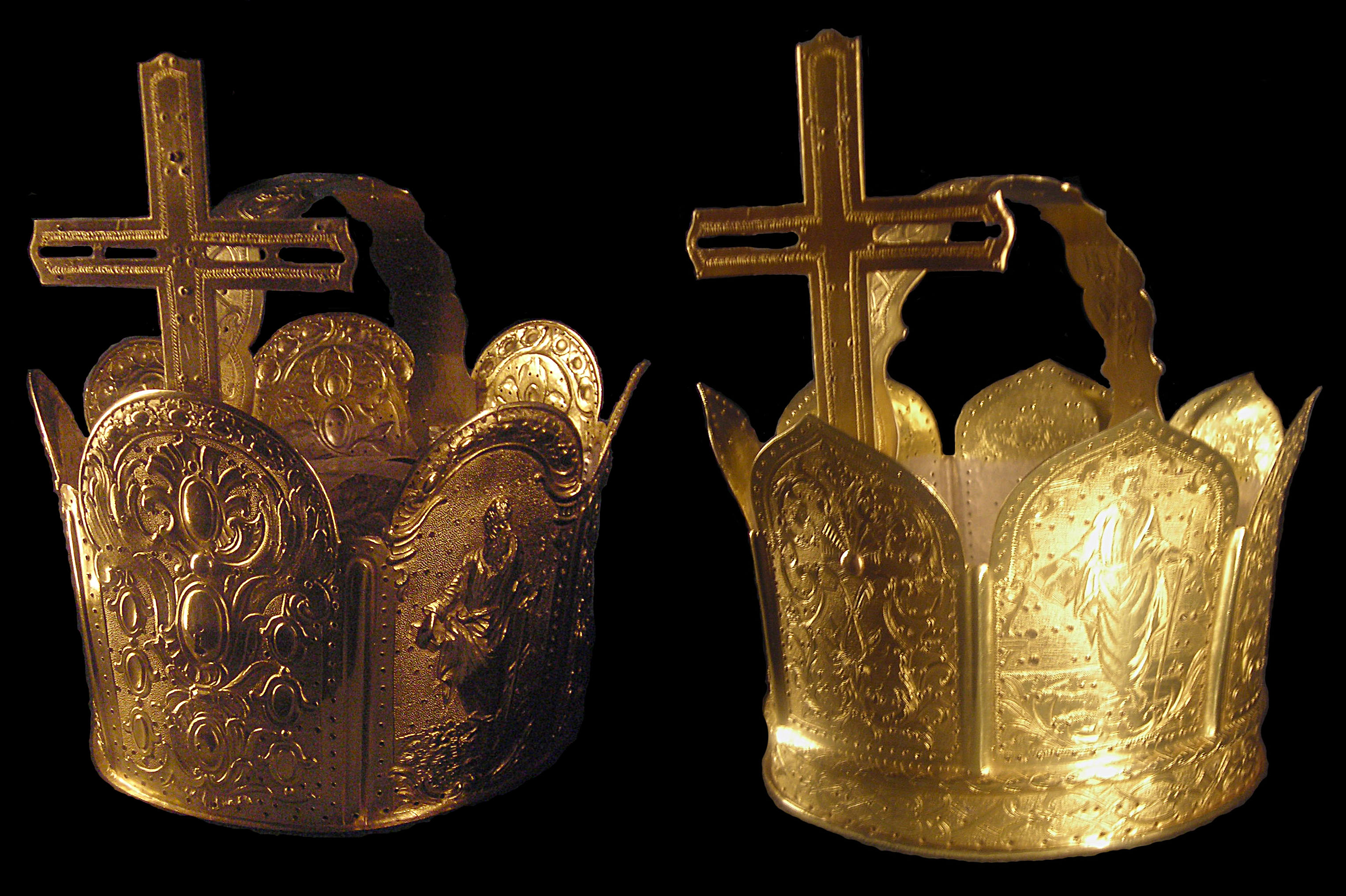
Les couronnes de la maison impériale de Charles VII. À gauche la couronne d'Augsburg, à droite la couronne de Francfort.

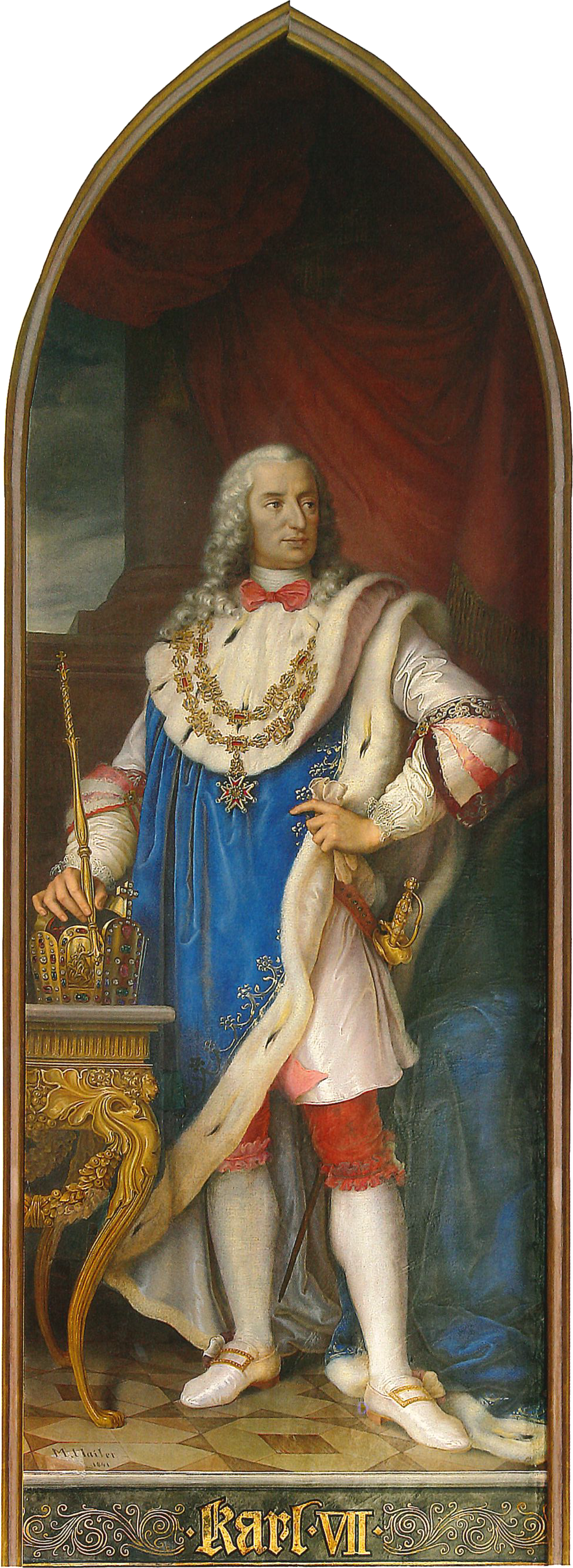
Charles VII avec la couronne d'Augsbourg.

Les couronnes impériales de Charles VII sont deux couronnes impériales appartenant à l'empereur Wittelsbach Charles VII, qui sont aujourd'hui conservées dans le trésor de la résidence munichoise, l'ancienne demeure royale des Wittelsbach.

## Histoire
Étant donné que la couronne impériale n'était portée qu'au couronnement des souverains, les empereurs germano-romains utilisaient des couronnes dites de maison pour toutes les autres occasions lorsqu'ils apparaissaient avec une couronne selon la cérémonie. La couronne de la maison de Rodolphe II de Habsbourg, qui était utilisée par lui et ses successeurs Habsbourg, a été conservée à ce jour. Lorsque le prince-électeur de Wittelsbach, Charles VII fut le premier non-Habsbourg depuis longtemps à être couronné empereur du Saint-Empire en février 1742, aucune autre couronne impériale n'était disponible. C'est pourquoi, en 1742, il commanda la création de deux couronnes de maison. Elles font partie pour la première fois l'inventaire du trésor de la résidence de Munich en 1745.

## Description
Contrairement à la forme courante de la couronne à onglet pour les couronnes de maison, les deux couronnes sont des répliques de la couronne impériale du Saint-Empire en argent plaqué or. Les deux ont sept plaques reliées avec un étrier de couronne impériale et les deux ont une croix sur la plaque avant. Les figures des deux apôtres Pierre et Paul se trouvent sur deux des panneaux avant. La première couronne, plus grande, a été réalisée par Jakob Philipp Drentwett à Augsbourg. Elle a une hauteur de 25,3 cm et un diamètre de 23 cm et présente des ornements de coquillages, de feuilles et d'ornements. La deuxième couronne, plus petite, a été réalisée par Nikolaus Nell à Francfort-sur-le-Main. Elle a une hauteur de 25,2 cm et un diamètre de 22 cm et montre des vrilles gravées et des ornements de ruban. Les deux couronnes avaient à l'origine des capuchons de couronne et étaient ornées de riches bijoux en pierres précieuses. Le sertissage des pierres précieuses était sous les successeurs, probablement déjà sous Maximilien III Joseph de Bavière, retiré des couronnes et transformé en médailles et bijoux.
| Couronne d'Augsbourg | Couronne de Francfort |
| -------------------- | --------------------- |
|                      |                       |